# Феррейра, Вержилио
Вержи́лиу Анто́ниу Фере́йра  (порт. Vergílio António Ferreira; 28 января 1916, Мелу (Говея) — 1 марта 1996, Лиссабон) — португальский прозаик и поэт, педагог, автор десятков романов, повестей, рассказов, эссе. Гранд-офицер ордена Сантьяго (GOSE).

## Биография
Видимо, к настоящему времени транслитерация имени «Вержилио» устарела, поскольку фиксирует скорее испанское нежели португальское имя, посему, согласно правилам португальско-русской практической транскрипции, точнее имя передаётся вариантом «Вержилиу».
Вержилио Феррейра родился в семье Антонио Аугусто Феррейры и Жосефы Феррейра, которая в 1927 эмигрировала в Канаду в поисках лучшей жизни. Расставание больно ударило по маленькому Вержилио.
В 12 лет Вержилио был отправлен в католическую духовную семинарию, в которой затем провёл шесть лет. Порядки в семинарии были крайне строгие и тяжёлые для ребенка, что наложило тяжёлый отпечаток на его мировоззрение, заставив разочароваться в вере и в людях. Время в семинарии Феррейра описал в автобиографическом романе «Утраченное утро жизни».
Позже Феррейра учился в университете Коимбры. Там же начал писать — сначала стихи, а затем уже и романы. Основную часть своей жизни работал учителем.
С 1946 и до конца жизни был женат на Регине Каспжиковски (Kasprzykowsky), польской учительнице, попавшей в Португалию в качестве военной беженки.
Творчество Феррейры делится на два основных этапа: неореализма и экзистенциализма.

## Публикации на русском языке
- Избранное. И вот уже тень. М.: Художественная литература, 1980
- Современный португальский рассказ. М.: Художественная литература, 1983
- Избранное. М.: Радуга, 1986
- Во имя земли. М.: Б. С.Г.-Пресс, 2003
- Утраченное утро жизни. М.: Центр книги Рудомино, 2014